# Макдоннелл, Джон
Джон Мартин Макдоннелл (англ. John Martin McDonnell; родился 8 сентября 1951) — британский социалистический политик, один из лидеров левого крыла Лейбористской партии, Теневой канцлер казначейства (2015—2020). Является депутатом Палаты общин от Хейса и Харлингтона со всеобщих выборов 1997 года, неизменно переизбираясь на последующих выборах.
Ныне председатель парламентской группы «Социалистическая кампания» (Socialist Campaign Group; наиболее левая часть лейбористов), Комитета рабочего представительства (Labour Representation Committee) и группы «Общественные службы — не для частных прибылей» (Public Services Not Private Profit Group). Он также является парламентским руководителем профсоюзной координационной группы восьми левых профсоюзов, представляющих более полумиллиона работников.

## Биография

### Ранние годы, учёба и работа
Родился в рабочей семье в Ливерпуле (отец был профсоюзным активистом), но вскоре его семья переехала на юг Англии.
Был вынужден прервать учёбу и работать на неквалифицированных работах, но затем после отличной учёбы в вечерней школе в техническом колледже в Бернли в возрасте 23 лет он переехал в Хэйс (большой Лондон), чтобы учиться в Брунельском университете и получить степень бакалавра наук в политологии, параллельно помогая своей жене вести небольшой детский дом и участвуя в Национальном профсоюзе бюджетных служащих.
Получив степень магистра наук в политологии и социологии в Биркбек-колледже Лондонского университета, он работал в научной сфере и был функционером Национального союза горняков с 1977 по 1978 год, а затем Конгресса тред-юнионов с 1978 по 1982 год.

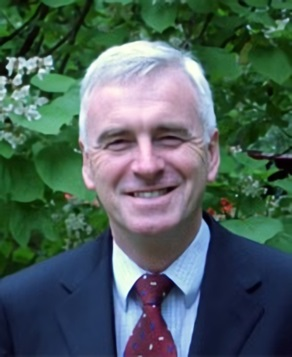
Джон Макдоннелл в 2007 году

### Политическая деятельность
В 1981 году Макдоннелл был избран в Совет большого Лондона. В 1984–1985 был заместителем председателя Совета большого Лондона Кена Ливингстона по вопросам финансов. С 1985 по 1987 год он был начальником политического отдела в Совете Камден Боро, а потом исполнительным директором Ассоциации лондонских властей с 1987 по 1995 год и Ассоциации лондонского правительства в 1995—1997 годах.
Противостоял политике Маргарет Тэтчер, а затем — неолиберальным и интервенционистским аспектам курса «новых лейбористов» Тони Блэра (включая войну в Ираке), за что ему грозили исключением из партии.
Макдоннелл был одним из кандидатов на выборах лидера Лейбористской партии после отставки Тони Блэра в 2007 году, но не смог набрать достаточного количества подписей депутатов-лейбористов для номинирования.
Затем после отставки Гордона Брауна в 2010 году его кандидатуру вновь выдвигали на пост лидера лейбористов, но он снял её в пользу своей единомышленницы Дайан Эбботт.
После избрания лидером лейбористов другого его товарища, Джереми Корбина, он был назначен канцлером казначейства в его теневой кабинет (ранее Макдоннелл не занимал никаких должностей ни в правительстве, ни в «теневом» кабинете министров). Макдоннелл, наряду с Корбином, рассматривается как ключевая фигура на левом фланге партии.